# Nikolaus (cardinal, 1144)
Pour les articles homonymes, voir Nikolaus.
Nikolaus  (né en Saint-Empire, et  mort  avant mars 1151) est un cardinal allemand  du XIIe siècle.

## Biographie
Nikolaus est un spécialiste du grec et de l'hébreu. 
Le pape Lucius II   le crée cardinal lors d'un consistoire en décembre 1151. Nikolaus est chancelier et bibliothécaire  de la Sainte-Église.

## Sources
- Fiche du cardinal sur le site fiu.edu